# Église Notre-Dame-de-la-Merci de Trémel
Pour les articles homonymes, voir Église Notre-Dame.
L'église Notre-Dame-de-la-Merci est un édifice situé à Trémel, en France.

## Description
Elle est classée monument historique en 1910.

## Historique
Sa construction remonte au tournant du XVe siècle et du XVIe siècle.
Elle est détruite par un incendie le 21 juin 2016,. Sa reconstruction est alors décidée. Les travaux sont terminés en 2022.

## Galerie

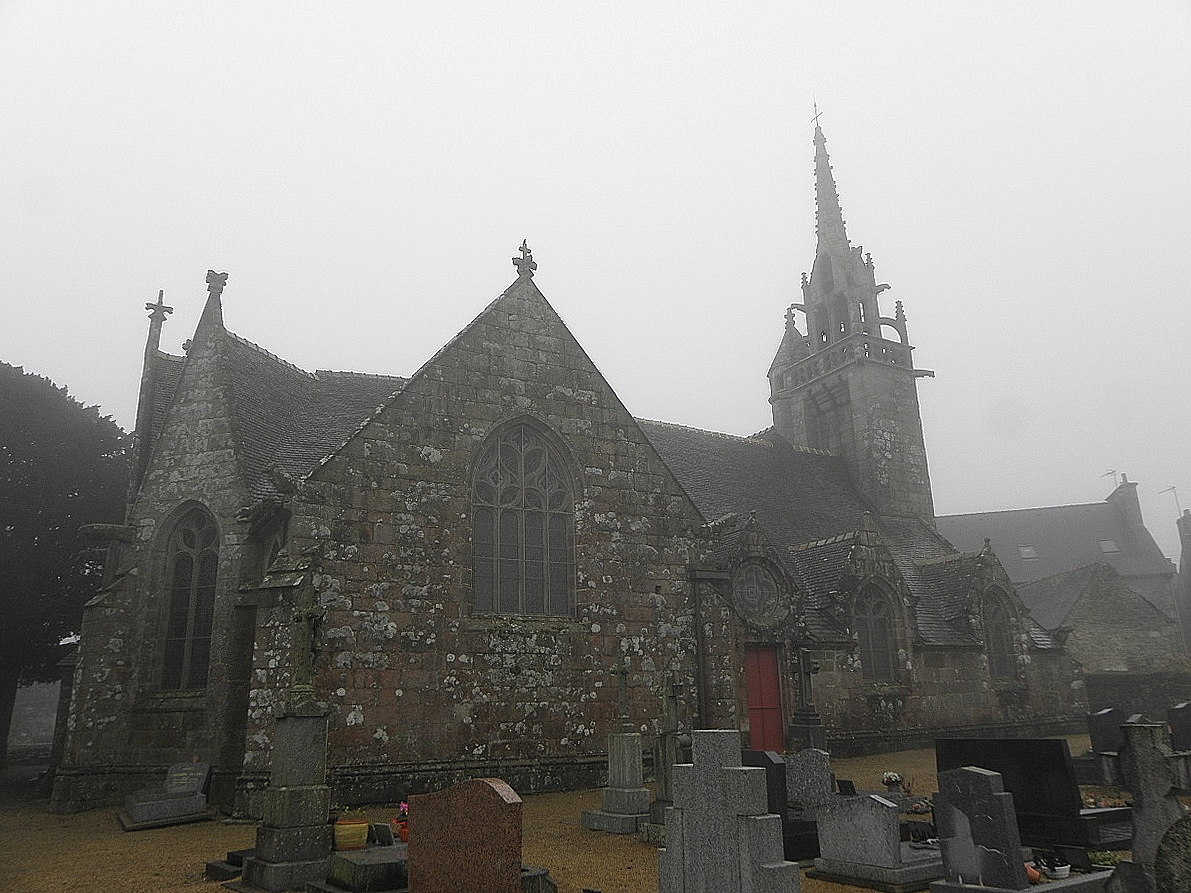